# Mullaitivu (Distrikt)
Koordinaten: 9° 16′ N, 80° 49′ O
Der Distrikt Mullaitivu (Tamil: முல்லைத்தீவு மாவட்டம்;Mullaittīvu Māvaṭṭam, Singhalesisch: මුලතිව දිස්ත්‍රික්කය;Mulativ distrikkaya) ist ein Distrikt in der Nordprovinz Sri Lankas. Der Hauptort ist die namensgebende Stadt Mullaitivu. Der Distrikt Mullaitivu gehörte zu den von 1983 bis 2009 vom Bürgerkrieg in Sri Lanka betroffenen Gebieten.

## Geografie
Der Distrikt Mullaitivu gehört zur Nordprovinz Sri Lankas. Er grenzt an den Distrikt Kilinochchi im Norden, den Distrikt Mannar im Westen, den Distrikt Vavuniya im Südwesten und den Distrikt Trincomalee der Ostprovinz im Südosten. Im Osten liegt die Küste des Indischen Ozeans.
Der Distrikt Mullaitivu hat eine Fläche von 2617 Quadratkilometern (davon 2415 Quadratkilometer Land und 202 Quadratkilometer Binnengewässer). Damit ist er flächenmäßig der elftgrößte Distrikt Sri Lankas. Das Distriktgebiet gehört zur Vanni-Region, die den Nordteil der Hauptinsel umfasst. Der Küstengürtel im Osten wird durch Sandstrände und Lagunen geprägt. Die Gebiete im Binnenland sind zu großen Teilen mit dichtem Dschungel bewachsen: 64 Prozent des Distriktsgebiets sind bewaldet, 22 Prozent werden landwirtschaftlich genutzt.

## Geschichte
Der Distrikt Mullaitivu besteht als eigenständiger Distrikt seit 1978. Er wurde aus Teilen der Distrikte Jaffna, Vavuniya und Trincomalee gebildet.

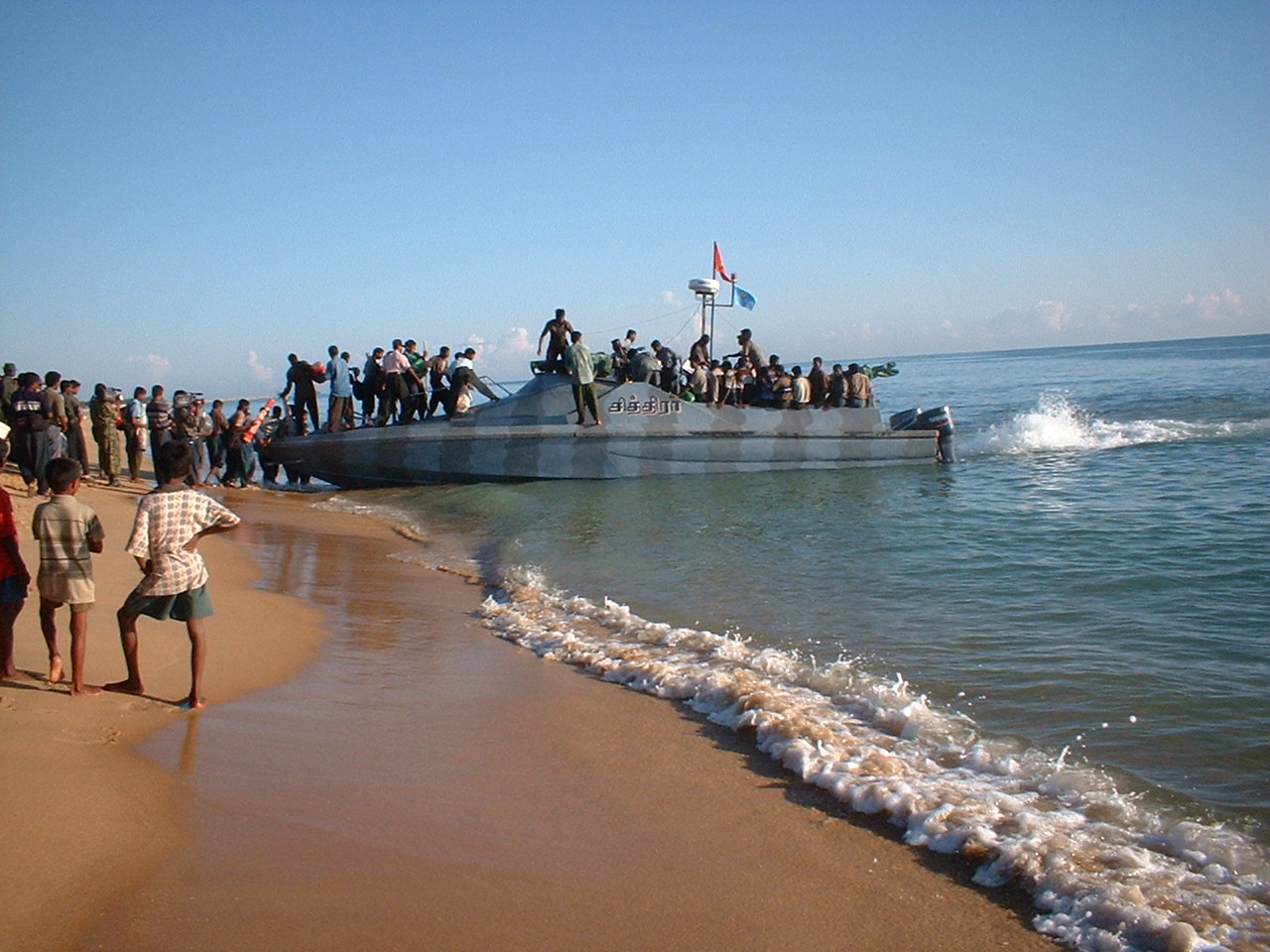
Marinetruppen der LTTE besteigen ein Kampfboot in Mullaitivu (2003)

Der Distrikt Mullaitivu gehört zu den Gebieten, die von tamilischen Separatisten als Teil eines unabhängigen Staates Tamil Eelam eingefordert wurden und war von 1983 bis 2009 vom Bürgerkrieg in Sri Lanka betroffen. War in der Anfangsphase des Bürgerkrieges noch die Jaffna-Halbinsel die Hochburg der aufständischen Tamilen der Liberation Tigers of Tamil Eelam (LTTE) gewesen, machten die Rebellen nach der Eroberung Jaffnas durch die Regierungstruppen im Dezember 1995 die Vanni-Region zu ihrem Hauptoperationsgebiet. Die LTTE-Kämpfer sammelten sich in den Wäldern im Binnenland und eroberten im Juli 1996 die Stadt Mullaitivu, die zuvor ein wichtiger Stützpunkt der Regierungstruppen gewesen war. Der Distrikt Mullaitivu blieb bis in die Endphase des Bürgerkrieges in der Hand der LTTE. Im Zuge ihrer Offensive in der Endphase des Krieges eroberte die sri-lankische Armee im Januar 2009 Mullaitivu als letzte von der LTTE kontrollierte Stadt. Die verbliebenen LTTE-Truppen zogen sich daraufhin in das Gebiet nördlich von Mullaitivu zurück. In den nächsten Monaten zerschlugen die Regierungstruppen die letzten Aufständischen. Die Kämpfe in der Endphase des Bürgerkrieges führten zu einer humanitären Katastrophe: Etwa 250.000 Zivilisten waren im Kampfgebiet eingeschlossen, nach Schätzungen der UN wurden mindestens 7000 Zivilpersonen getötet. Am 16. Mai 2009 erklärte der Präsident Sri Lankas, Mahinda Rajapaksa, den Bürgerkrieg für beendet.
Nicht nur der Bürgerkrieg, sondern auch die Tsunami-Katastrophe 2004 hatte im Distrikt Mullaitivu katastrophale Folgen: Die Flutwelle traf die Küste des Distrikts mit voller Wucht und tötete mehr als 3000 Menschen. Über 5000 Häuser wurden zerstört.

## Bevölkerung
Nach der Volkszählung 2012 hat der Distrikt Mullaitivu 92.238 Einwohner. Mit nur 38 Einwohnern pro Quadratkilometer ist er sehr dünn besiedelt und die Bevölkerungsdichte liegt deutlich unter dem Durchschnitt Sri Lankas (325 Einwohner pro Quadratkilometer). Die Division Manthai East zählt sogar nur 14 Einwohner/km². Von den Bewohnern waren 46.036 (49,91 %) männlichen und 46.202 (50,09 %) weiblichen Geschlechts. Die Bevölkerung ist ausgesprochen jung. Dies verdeutlicht ein Blick auf die Altersverteilung.
| Alter  | 0–9 Jahre | 10–19 Jahre | 20–29 Jahre | 30–39 Jahre | 40–49 Jahre | 50–59 Jahre | 60–79 Jahre | 80 Jahre und mehr |
| Anzahl | 19.227    | 17.968      | 15.031      | 14.200      | 9.727       | 8.225       | 7.330       | 530               |
| Anteil | 20,84 %   | 19,48 %     | 16,30 %     | 15,39 %     | 10,55 %     | 8,92 %      | 7,95 %      | 0,57 %            |

### Bevölkerung des Distrikts nach Volksgruppen
Die sri-lankischen Tamilen stellen mit rund 85 % die Bevölkerungsmehrheit der Einwohnerschaft des Distrikts Mullaitivu. Doch gibt es große Minderheiten anderer Volksgruppen.
Sri-lankische Tamilen
Die sri-lankischen Tamilen stellen die größte Volksgruppe. In fünf der sechs Divisions stellen sie die Bevölkerungsmehrheit. Überdurchschnittlich vertreten sind sie in der Division Puthukudiyiruppu (98,24 % Sri-lankische Tamilen). In der neu gegründeten Division Welioya sind sie mit 13 Personen (0,19 %) nur schwach vertreten.
Singhalesen
Die singhalesische Bevölkerung konzentriert sich auf die Division Welioya im Südosten des Distrikts. Hier hatte die Regierung in den 1980er-Jahren gezielt singhalesische Neusiedler angesiedelt, was sich zu einem schwerwiegenden Streitpunkt im tamilisch-singhalesischen Konflikt entwickelte. In dieser Division stellen sie 99,77 % der Bevölkerung. Dort leben 77 % aller Singhalesen des Distrikts Mullaitivu.
Insgesamt ist der Anteil der Singhalesen heute gering. Viele singhalesische Neusiedler kehrten während der Zeit der Kampfhandlungen dem Gebiet den Rücken. Der singhalesische Bevölkerungsanteil bewegt sich zwischen 0,27 % in Puthukudiyiruppu und 99,77 % in Welioya.
Indische Tamilen
Die indischstämmigen Tamilen sind Nachfahren von Einwanderern aus Indien während der britischen Kolonialherrschaft. Noch 1981 gehörten 14,53 % zu ihrer Volksgruppe. Sie waren damit nach den sri-lankischen Tamilen die zweitstärkste Volksgruppe. In der Bürgerkriegszeit sind viele indischstämmige Tamilen geflohen. Heute ist ihre Volksgruppe um rund 80 % kleiner als vor Beginn des Bürgerkriegs. Doch sind sie mit Ausnahme der Division Welioya überall präsent. Ihr Anteil bewegt sich zwischen 0,00 % in Welioya (kein einziger indischer Tamile) und 8,09 % in Manthai East.
Moors
Die viertstärkste Volksgruppe sind heute die Moors oder tamilischsprachigen Muslime. Fast alle Angehörige dieser Bevölkerungsgruppe leben in der Division Maritimepattu (5,96 % Moors), rund 95 % ihrer Volksgruppe. Ihr Anteil bewegt sich zwischen 0,00 % in Welioya (1 Person) und 5,96 % in Maritimepattu.
Die Muslime, die 1981 noch 4,73 % der Einwohner stellten, wurden im Oktober 1990, wie in den anderen von der LTTE kontrollierten Gebieten der Nordprovinz, systematisch aus dem Distrikt Mullaitivu vertrieben. Seit dem Ende des Bürgerkriegs ist ein Teil der Muslime wieder zurückgekehrt.
Übrige Volksgruppen
Die Malaien und Burgher sind kleine Minderheiten.
| Jahr                                              | Singhalesen1 | Singhalesen1 | Sri-Lanka-Tamilen2 | Sri-Lanka-Tamilen2 | Tamilen2 | Tamilen2 | Moors3 | Moors3 | Burgher | Burgher | Malaien | Malaien | Andere4 | Andere4 | Total  | Total    |
| Jahr                                              | No.          | %            | No.                | %                  | No.      | %        | No.    | %      | No.     | %       | No.     | %       | No.     | %       | No.    | %        |
| ------------------------------------------------- | ------------ | ------------ | ------------------ | ------------------ | -------- | -------- | ------ | ------ | ------- | ------- | ------- | ------- | ------- | ------- | ------ | -------- |
| 1981                                              | 3.992        | 5,17 %       | 58.209             | 75,41 %            | 11.215   | 14,53 %  | 3.651  | 4,73 % | 95      | 0,12 %  | 19      | 0,02 %  | 8       | 0,01 %  | 77.189 | 100,00 % |
| 2012                                              | 8.927        | 9,68 %       | 79.107             | 85,76 %            | 2.281    | 2,47 %   | 1.821  | 1,97 % | 49      | 0,05 %  | 11      | 0,01 %  | 42      | 0,05 %  | 92.238 | 100,00 % |
| Quelle: Volkszählungen in Sri Lanka 1981 und 2012 |              |              |                    |                    |          |          |        |        |         |         |         |         |         |         |        |          |

1 Tiefland- und Kandy-Singhalesen zusammen2 Sri-Lanka-Tamilen und indische Tamilen separat 3 nur sri-lankische Moors4 davon 2012 keine Sri Lanka Chetties und 1 Bharatha

### Bevölkerung des Distrikts nach Bekenntnissen
Die Verteilung der Glaubensbekenntnisse ist teilweise ein Spiegelbild der ethnischen Verhältnisse. Bei genauerer Betrachtung gibt es bedeutende Unterschiede zum Rest des Landes. Der Hinduismus, dem eine Mehrheit der sri-lankischen und indischen Tamilen angehört, ist im Distrikt Mullaitivu die stärkste Glaubensgemeinschaft. Nur an vierter Stelle steht der Islam, dem die Moors und Malaien angehören. Der Buddhismus ist die drittstärkste Religionsgruppe. Doch gehören etwa 700 Singhalesen (8 %; 1981 noch 2.900 oder 73 % der Volksgruppe) Singhalesen und 12.000 Tamilen (rund 15 % ihrer Volksgruppe;1981 rund 9.000) dem Christentum an. Christliche Tamilen gibt es vor allem in der Division Maritimepattu (rund 20 % Christen unter den Tamilen). Aus diesem Grund sind die Christen derzeit die zweitstärkste Religionsgemeinschaft. Doch ist der Anteil der Anteil der Römisch-Katholiken innerhalb der Christen von 96 % (1981) auf 71 % (2012) gesunken.

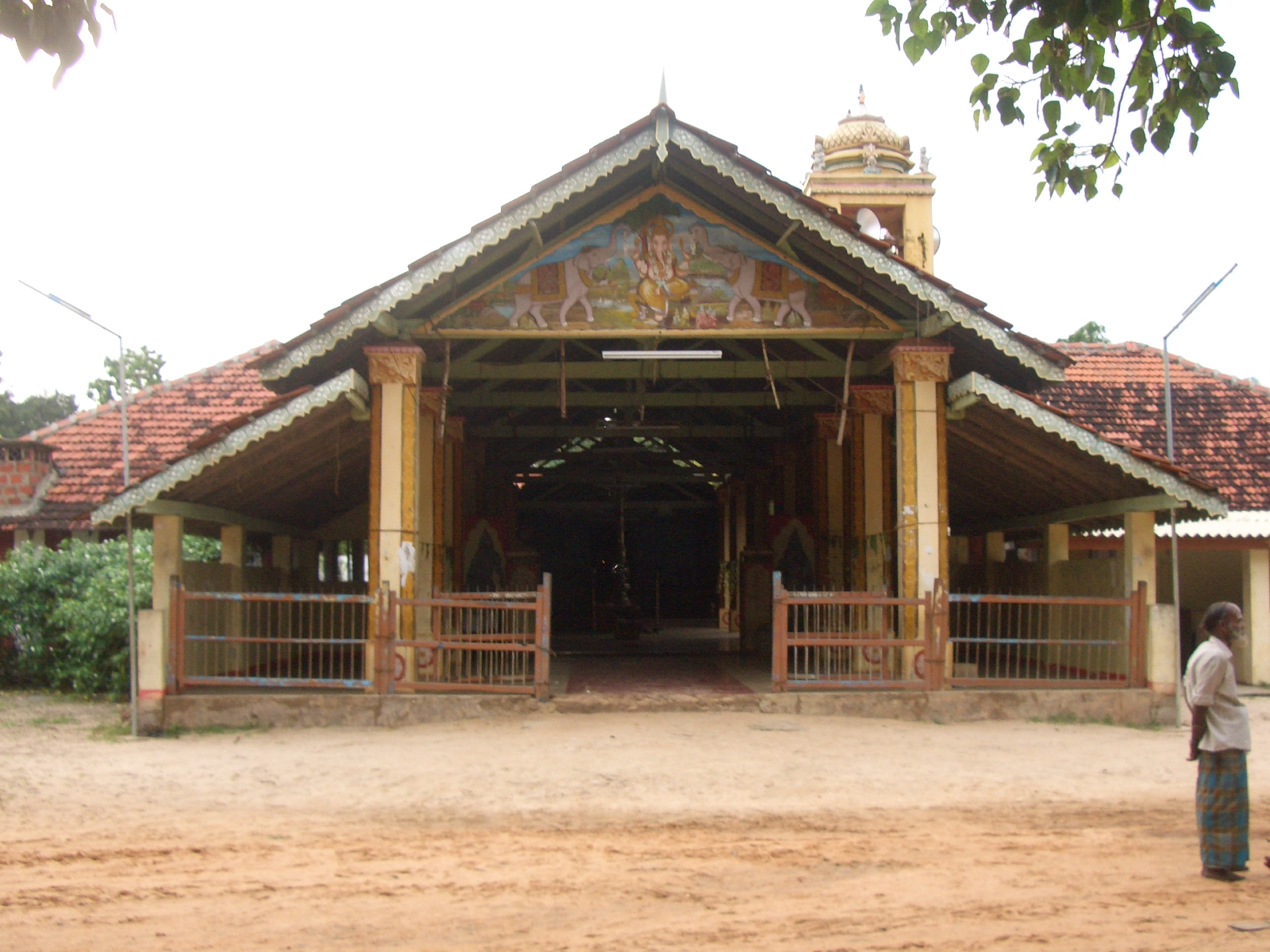
Hindu-Tempel in Mullaitivu

| Jahr                                              | Buddhisten | Buddhisten | Hindus | Hindus  | Muslime | Muslime | Katholiken | Katholiken | andere Christen | andere Christen | Andere | Andere | Total  | Total    |
| Jahr                                              | No.        | %          | No.    | %       | No.     | %       | No.        | %          | No.             | %               | No.    | %      | No.    | %        |
| ------------------------------------------------- | ---------- | ---------- | ------ | ------- | ------- | ------- | ---------- | ---------- | --------------- | --------------- | ------ | ------ | ------ | -------- |
| 1981                                              | 1.060      | 1,37 %     | 60.117 | 77,88 % | 3.789   | 4,91 %  | 11.735     | 15,20 %    | 476             | 0,62 %          | 12     | 0,02 % | 77.189 | 100,00 % |
| 2012                                              | 8.185      | 8,87 %     | 69.377 | 75,22 % | 1.880   | 2,04 %  | 9.063      | 9,83 %     | 3.664           | 3,97 %          | 69     | 0,07 % | 92.238 | 100,00 % |
| Quelle: Volkszählungen in Sri Lanka 1981 und 2012 |            |            |        |         |         |         |            |            |                 |                 |        |        |        |          |

### Bevölkerungsentwicklung
Während des Bürgerkriegs unterlag die Einwohnerzahl durch Flucht und Vertreibung erheblichen Schwankungen. 1981, im Jahr der letzten Volkszählung vor Kriegsausbruch, lebten im Distrikt Mullaitivu 77.189 Menschen. Während er unter der Kontrolle der LTTE stand, zog der Distrikt Mullaitivu zahlreiche Flüchtlinge aus den von der Regierung kontrollierten Gebieten an. Schätzungen der Distriktverwaltung zufolge erreichte die Einwohnerzahl im Jahr 2007 mit 220.311 ihren Höhepunkt. Die Kämpfe in der Endphase des Bürgerkrieges zwangen einen großen Teil der Bevölkerung aber wieder zur Flucht. Noch 2011 wurden bei einer Sonderzählung nur 66.685 Einwohner ermittelt. Seitdem konsolidiert sich die Einwohnerzahl aber durch die Wiederansiedlung von Binnenflüchtlingen.
Im Jahr 2012 lebten im Distrikt Mullaitivu Regierungsstatistiken zufolge 74.674 Flüchtlinge und Rückkehrer. Darunter waren 410 Flüchtlinge aus anderen Gegenden Sri Lankas und 74.264 Menschen wurden nach vormaliger Vertreibung wieder angesiedelt.

## Lokalverwaltung

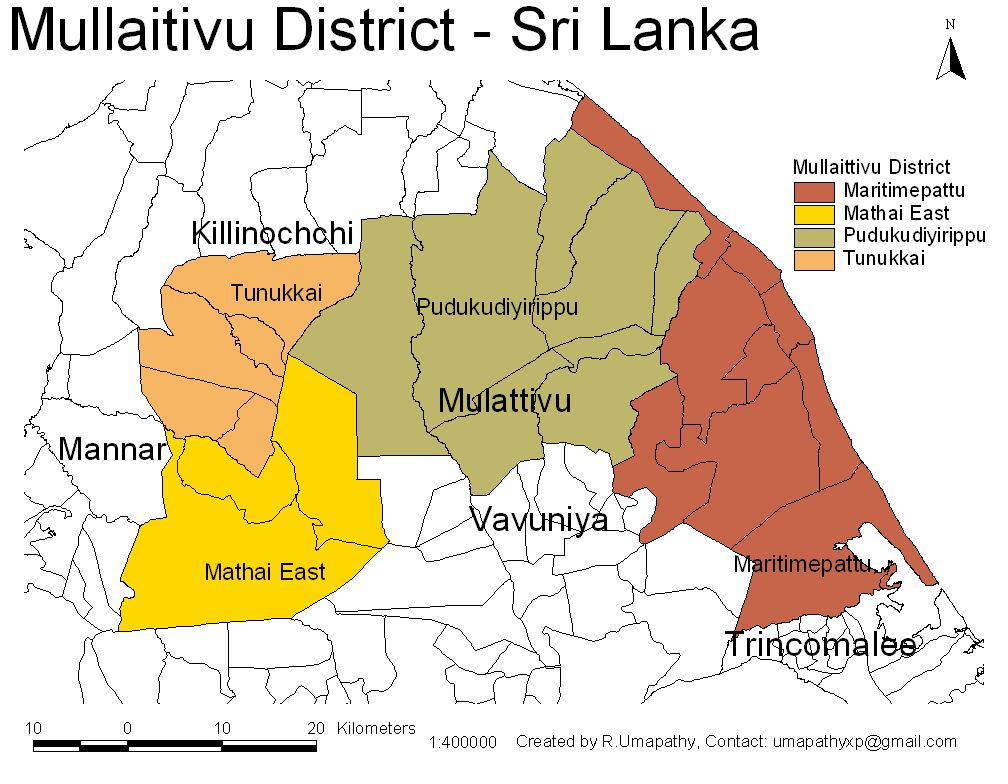
Karte der Divisionen des Distrikts Mullaitivu (ohne Oddusuddan und Welioya)

Der Vorsteher des Distrikts trägt den Titel District Secretary. Der Distrikt ist weiter in sechs Divisionen (unter einem Division Secretary) unterteilt. Die Städte und größeren Orte haben eine eigene Verwaltung (Gemeindeparlament oder Gemeinderat). Es gibt 136 Dorfverwaltungen (Grama Niladharis) für die 624 Dörfer im gesamten Distrikt.
| Name                | Einwohner 2012 | Fläche in km² | Dichte | GN | Dörfer |
| ------------------- | -------------- | ------------- | ------ | -- | ------ |
| Manthai East        | 7.117          | 515           | 14     | 15 | 68     |
| Maritimepattu       | 28.973         | 744,6         | 39     | 46 | 219    |
| Oddusuddan          | 15.721         | 639           | 25     | 27 | 114    |
| Puthukudiyiruppu    | 23.824         | 371           | 64     | 19 | 179    |
| Thunukkai           | 9.699          | 347,3         | 28     | 20 | 36     |
| Welioya             | 6.904          | k.Ang.        | k.Ang. | 9  | 18     |
| Distrikt Mullaitivu | Mullaitivu     | 92.238        | 2.415  | 38 | 136    |